# تيسا فيرير
تيسا فيرير (بالإنجليزية: Tessa Ferrer)‏ مواليد 30 مارس 1986 في لوس أنجلوس، الولايات المتحدة، هي ممثلة أمريكية بدأت مسيرتها الفنية عام 2008.

## روابط خارجية
- تيسا فيرير على موقع IMDb (الإنجليزية)
- تيسا فيرير على موقع قاعدة بيانات الفيلم (الإنجليزية)